# Thoirette-Coisia
Thoirette-Coisia – gmina we Francji, w regionie Burgundia-Franche-Comté, w departamencie Jura. W 2013 roku liczba ludności wynosiła 876 mieszkańców. 
Gmina została utworzona 1 stycznia 2017 roku z połączenia dwóch ówczesnych gmin: Thoirette oraz Coisia. Siedzibą gminy została miejscowość Thoirette.